# Équipe de république démocratique du Congo féminine des moins de 20 ans de football
Cet article traite de l'équipe féminine. Pour l'équipe masculine, voir Équipe de République démocratique du Congo des moins de 20 ans de football.
Maillots

L'équipe de football féminin U-20 de la RD Congo représente à la RD Congo dans les compétitions internationales de football féminin dans la catégorie. Son organisation dépend de la Fédération de Football de la RD Congo faisant partie de la CAF.

## Stats

### Coupe du Monde Féminine U-20
| Coupe du Monde Féminine U-20 | Coupe du Monde Féminine U-20 | Coupe du Monde Féminine U-20 | Coupe du Monde Féminine U-20 | Coupe du Monde Féminine U-20 | Coupe du Monde Féminine U-20 | Coupe du Monde Féminine U-20 | Coupe du Monde Féminine U-20 | Coupe du Monde Féminine U-20 |
| Année                        | Étape                        | Position                     | J                            | G                            | N                            | P                            | BP                           | BC                           |
| ---------------------------- | ---------------------------- | ---------------------------- | ---------------------------- | ---------------------------- | ---------------------------- | ---------------------------- | ---------------------------- | ---------------------------- |
| 2002                         | Non qualifiée                | Non qualifiée                | Non qualifiée                | Non qualifiée                | Non qualifiée                | Non qualifiée                | Non qualifiée                | Non qualifiée                |
| 2004                         | Non qualifiée                | Non qualifiée                | Non qualifiée                | Non qualifiée                | Non qualifiée                | Non qualifiée                | Non qualifiée                | Non qualifiée                |
| 2006                         | Phase de Groupes             | 14º                          | 3                            | 0                            | 0                            | 3                            | 1                            | 7                            |
| 2008,                        | Phase de Groupes             | 16º                          | 3                            | 0                            | 0                            | 3                            | 1                            | 12                           |
| 2010                         | Non qualifiée                | Non qualifiée                | Non qualifiée                | Non qualifiée                | Non qualifiée                | Non qualifiée                | Non qualifiée                | Non qualifiée                |
| 2012                         | Non qualifiée                | Non qualifiée                | Non qualifiée                | Non qualifiée                | Non qualifiée                | Non qualifiée                | Non qualifiée                | Non qualifiée                |
| 2014                         | Non qualifiée                | Non qualifiée                | Non qualifiée                | Non qualifiée                | Non qualifiée                | Non qualifiée                | Non qualifiée                | Non qualifiée                |
| 2016                         | Non qualifiée                | Non qualifiée                | Non qualifiée                | Non qualifiée                | Non qualifiée                | Non qualifiée                | Non qualifiée                | Non qualifiée                |
| 2018                         | Non qualifiée                | Non qualifiée                | Non qualifiée                | Non qualifiée                | Non qualifiée                | Non qualifiée                | Non qualifiée                | Non qualifiée                |
| 2020                         | Non défini                   | Non défini                   | Non défini                   | Non défini                   | Non défini                   | Non défini                   | Non défini                   | Non défini                   |
| Total                        | 2/10                         | -                            | 6                            | 0                            | 0                            | 6                            | 2                            | 19                           |

### CAN féminine U-20
| 2002  | Pas participée | Pas participée | Pas participée | Pas participée | Pas participée | Pas participée | Pas participée | Pas participée |
| 2004  | Se retiré      | Se retiré      | Se retiré      | Se retiré      | Se retiré      | Se retiré      | Se retiré      | Se retiré      |
| 2006  | Finale         | 3              | 1              | 1              | 6              | 4              |                |                |
| 2008  | Finale         | 3              | 0              | 1              | 8              | 4              |                |                |
| 2010  | Finale         | 2              | 2              | 2              | 6              | 8              |                |                |
| 2012  | Finale         | 3              | 1              | 2              | 9              | 12             |                |                |
| 2014  | Pas participée | Pas participée | Pas participée | Pas participée | Pas participée | Pas participée | Pas participée | Pas participée |
| 2015  | Deuxième tour  | 4              | 0              | 2              | 12             | 4              |                |                |
| 2017  | Pas participée | Pas participée | Pas participée | Pas participée | Pas participée | Pas participée | Pas participée | Pas participée |
| 2020  | Se retiré      | Se retiré      | Se retiré      | Se retiré      | Se retiré      | Se retiré      | Se retiré      | Se retiré      |
| Total | -              | 15             | 4              | 8              | 41             | 32             |                |                |

## Selectioneurs
- 2008 :  Jean Isotonga Bonganya [7]
- 2023-2024 :  Denis Makenga[8]

## Sélection actuel
| #          | Nom                   | Club                 |
| Gardiens   | Gardiens              | Gardiens             |
| ---------- | --------------------- | -------------------- |
| 23         | Brigitte Ngamita      | TP Mazembe           |
| 16         | Sephora Bikoko        | FCF Vita Club        |
| 1          | Louise Iyolo          | FCF Amani            |
| Défenseurs |                       |                      |
| 12         | Vanessa Muila         | OCEK                 |
| 5          | Béatrice Lema         | FCF Amani            |
| 2          | Arlette Kamwanya      | FCF Don Bosco        |
| 15         | L'or Liwala           | DCF Motema Pembe     |
| 3          | Gloria Mbudua         | FCF Vita Club        |
| 6          | Joséphine Masini      | FCF Bilenge          |
| 24         | Valentine Muwenga     | FCF Etoile du Matin  |
|            | Marthe Kitulu         | FCF Vita Club        |
|            | Chimène Masuku        | DCF Motema Pembe     |
| Milieux    |                       |                      |
| 8          | Ephrahime Niania      | FCF Don Bosco        |
| 22         | Jenovie Makila Nzumba | FCF Vita Club        |
| 19         | Rachelle Kankolongo   | OCEK                 |
| 4          | Jenifa Phiona         | FCF Don Bosco        |
| 10         | Aimée Awita           | FCF B52              |
| 14         | Bénédicte Kamba       | DCF Motema Pembe     |
| 18         | Cécile Nabitu         | FCF Don Bosco        |
| 21         | Wivine Kahumbu        | DCF Motema Pembe     |
| Attaquants |                       |                      |
| 9          | Jenny Monga           | FC Saint-Eloi Lupopo |
| 19         | Ruth Lubila           | FCF Amani            |
| 20         | Grâce Lubiku          | FCF Amani            |
| 16         | Gloria Umwiza         | FCF Kabasha          |
| 11         | Feza Kalombo          | FC Saint-Eloi Lupopo |
| 7          | Gloria Mbudi          | FCF Amani            |
| Entraîneur |                       |                      |
|            | Lay Mafobe            |                      |

## Selectionneur
- 2006-2008 :  Poly Bonghanya
- 2022 :  Lay Mafobe
- 2023 :  Mulamba Makenga[9]